# Saint-Mars-d’Outillé
Saint-Mars-d’Outillé – miejscowość i gmina we Francji, w regionie Kraj Loary, w departamencie Sarthe.
Według danych na rok 1990 gminę zamieszkiwało 1739 osób, a gęstość zaludnienia wynosiła 46 osób/km² (wśród 1504 gmin Kraju Loary Saint-Mars-d’Outillé plasuje się na 350. miejscu pod względem liczby ludności, natomiast pod względem powierzchni na miejscu 159.).